# Marta Götz
Marta Anna Götz (ur. 1979) – polska ekonomistka, profesor nauk społecznych, profesor uczelni Akademii Finansów i Biznesu Vistula.

## Życiorys
W 2003 ukończyła stosunki międzynarodowe w Akademii Ekonomicznej w Poznaniu i na Uniwersytecie w Aalborgu. 25 czerwca 2007 obroniła pracę doktorską Atrakcyjność klastra dla lokalizacji bezpośrednich inwestycji zagranicznych. 25 czerwca 2015 habilitowała się na podstawie pracy zatytułowanej Polskie inwestycje bezpośrednie na dojrzałych rynkach Unii Europejskiej. W kierunku teorii ugruntowanej. W 2024 otrzymała tytuł profesora nauk społecznych. 
Pracowała na stanowisku adiunkta w Instytucie Zachodnim w Poznaniu. Była prorektorem Akademii Finansów i Biznesu Vistula, gdzie obecnie piastuje stanowisko profesora na Wydziale Biznesu i Stosunków Międzynarodowych